# Matemática babilónica

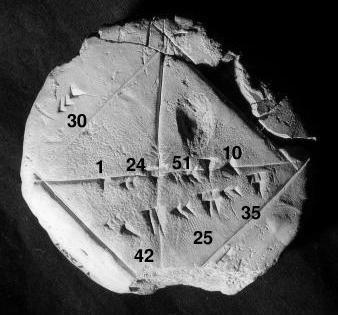
Tablilla de barro babilónica YBC 7289 con anotaciones. La diagonal muestra una aproximación de la raíz cuadrada de 2 en cuatro cifras sexagesimales, que son como seis cifras decimales.
1 + 24/60 + 51/60^{2} + 10/60^{3} = 1.41421296...

La matemática babilónica (también conocida como matemática asirio-babilónica) es el conjunto de conocimientos matemáticos que desarrollaron los pueblos de Mesopotamia, actual Irak, desde la temprana civilización sumeria hasta la caída de Babilonia en el 539 a. C. Se llaman matemáticas babilónicas debido al papel central de Babilonia como lugar de estudio, que dejó de existir durante el periodo helenístico. Desde este punto, las matemáticas babilónicas se fundieron con las matemáticas griegas y egipcias para dar lugar a las matemáticas helenísticas. Más tarde, bajo el Imperio árabe, Mesopotamia, especialmente Bagdad, volvió a ser un importante centro de estudio para las matemáticas islámicas.
Los textos de matemática babilónica son abundantes y están bien editados; se pueden clasificar en dos períodos temporales: el referido a la Antigua Babilonia (1830-1531 a. C.) y el correspondiente al seléucida de los últimos tres o cuatro siglos a. C. En cuanto al contenido, hay apenas diferencias entre los dos grupos de textos. La matemática babilónica permaneció constante, en carácter y contenido, por aproximadamente dos milenios. En contraste con las escasas fuentes de matemática egipcia, nuestro conocimiento de la matemática babilónica se deriva de unas 400 tablillas de arcilla, desenterradas  en 1850. Trazadas en escritura cuneiforme, las tablillas se grababan mientras la arcilla estaba húmeda, y luego eran endurecidas en un horno o calentándolas al sol.
Las evidencias más tempranas de matemáticas escritas datan de los antiguos sumerios, que constituyeron la civilización primigenia en Mesopotamia. Los sumerios desarrollaron un sistema complejo de metrología desde el 3000 a. C. Desde alrededor del 2500 a. C. en adelante, los sumerios escribieron tablas de multiplicar en tablillas de arcilla y trataron ejercicios geométricos y problemas de división. Las señales más tempranas de los numerales babilónicos también datan de ese periodo.
La mayoría de las tabletas de arcilla recuperadas datan del 1800 al 1600 a. C. y abarcan tópicos que incluyen fracciones, álgebra, ecuaciones cuadráticas y cúbicas y el cálculo de primos gemelos regulares recíprocos (véase Plimpton 322). Las tablillas también incluyen tablas de multiplicar y métodos para resolver ecuaciones lineales y ecuaciones cuadráticas. La tablilla babilónica YBC 7289 da una aproximación de √2 con una exactitud de cinco posiciones decimales. También la matemática abarca muchas ramas empezando por la clasificación de los números. Las matemáticas babilónicas fueron escritas usando un sistema de numeración sexagesimal (base 60). De ahí se deriva la división de un minuto en 60 segundos y de una hora en 60 minutos, así como la de un círculo en 360 (60 × 6) grados y las subdivisiones sexagesimales de esta unidad de medida de ángulos en minutos y segundos. Los avances babilónicos en matemáticas fueron facilitados por el hecho de que el número 60 tiene muchos divisores. También, a diferencia de los egipcios, griegos y romanos, los babilonios tenían un verdadero sistema de numeración posicional, donde los dígitos escritos a la izquierda representaban valores de orden superior, como en nuestro actual sistema decimal de numeración. Carecían, sin embargo, de un equivalente a la coma decimal y así, el verdadero valor de un símbolo debía deducirse del contexto.

## Numerales babilónicos
El sistema de numeración babilónico era el sistema de numeración sexagesimal (base-60). De aquí se deriva el uso moderno de 60 segundos en un minuto, 60 minutos en una hora, 360 grados en un círculo. Los babilonios fueron capaces de realizar grandes avances en matemáticas por dos razones: en primer lugar, el número 60 es un número compuesto, con muchos divisores 1, 2, 3, 4, 5, 6, 10, 12, 15, 20, 30 y 60, lo cual facilita los cálculos con fracciones; adicionalmente, a diferencia de egipcios y romanos, los babilonios, indios y mayas poseían un verdadero sistema de notación posicional, en donde los dígitos escritos en la columna de la izquierda representan valores mayores (tal y como en nuestro sistema de base diez: 734 = 7×100 + 3×10 + 4×1). Los sumerios y babilonios fueron pioneros a este respecto.
El sistema sexagesimal de numeración se ha establecido, posiblemente, de la fusión de otros dos antiguos: uno estrictamente decimal (semítico) de signos para monedas, pesos y medidas y otro, duodecimal. En textos astronómicos hay compulsa entre números positivos y números negativos; todas la parejas de factorización igual a  60 o de sus potencias son recogidas en tablillas.

## Matemática sumeria (3000 a 2300a.C.)
Los antiguos sumerios de Mesopotamia desarrollaron un complejo sistema de metrología desde el año 3000 a. C. A partir del año 2600 a. C. en adelante, los sumerios escribieron tablas de multiplicar en tablillas de arcilla y realizaron ejercicios geométricos y problemas de división. Las trazas más antiguas de los numerales babilónicos se remontan también a este período.

## Matemática en la Antigua Babilonia (2000-1600a.C.)
El período de la Antigua Babilonia es el período al cual pertenecen la mayoría de las tablillas de arcilla, que es por lo que la matemática de Mesopotamia es comúnmente conocida como matemática babilónica. Algunas tablillas de arcilla contienen listas y tablas, otras contienen problemas y soluciones desarrolladas.
Lo que se sabe de las matemáticas de Babilonia se basa en la traducción de inscripciones en caracteres cuneiformes sobre tablillas de barro cocido, encontradas en gran número. Algunas de dichas inscripciones atestiguan la existencia durante una época que se remonta a 2000 años a. C., de una ciencia notabilísima de cálculo referido a problemas de geometría y astronomía. Los babilonios desarrollaron, por ejemplo, procedimientos de cálculo equivalentes a la resolución de las ecuaciones de segundo grado y hasta algunas de tercer grado. Algunos autores creen, sin embargo, que esta cultura matemática había caído en franca decadencia cuando los griegos la encontraron. Con todo, los babilonios habían sido capaces hasta entonces de calcular las fechas de los eclipses, empleando un sistema de numeración sexagesimal junto al decimal. Los asirios alcanzaron un grado de ciencia matemática análogo al de los babilonios. Lo mismo puede decirse de los fenicios, de quienes los griegos reconocían haber tomado su propio sistema de numeración.

## Diversas ramas y otros temas

### Aritmética
Los babilonios hicieron uso extensivo de tablas precalculadas para asistirse en la aritmética. Por ejemplo, dos tablillas encontradas en Senkerah en el Éufrates en 1854, datadas del 200 a. C., dan listas con los números cuadrados perfectos hasta el 59 y con los números cúbicos hasta el 32. Los babilonios usaban las listas de los cuadrados junto a las fórmulas
{\displaystyle m\times n={\frac {(m+n)^{2}-m^{2}-n^{2}}{2}}}
{\displaystyle p\times q={\frac {(p+q)^{2}-(p-q)^{2}}{4}}}
para efectuar la multiplicación.
Los babilonios no tenían un algoritmo para la división larga, en su lugar basaban su método en el hecho de que
{\displaystyle {\frac {a}{b}}=a\times {\frac {1}{b}}}
junto con una tabla de recíprocos. Números cuyos únicos factores primos son 2, 3 o 5 (conocidos como números 5-liso o regulares) tienen finitos recíprocos en notación sexagesimal, y se han hallado tablas con extensas listas de estos recíprocos.
Recíprocos tales como 1/7, 1/11, 1/13, etc. no tienen representación finita en notación sexagesimal. Para calcular 1/13 o para dividir un número por 13 los babilonios utilizarían una aproximación tal como
{\displaystyle {\frac {1}{13}}={\frac {7}{91}}=7\times {\frac {1}{91}}\approx 7\times {\frac {1}{90}}=7\times {\frac {40}{3600}}.}
- Raíces cuadradas no exactas fueron aproximadas por el empleo sencillo y reiterado de la media arimético-geométrica {\displaystyle {\sqrt {\alpha ^{2}+\beta }}},la que,  en la práctica, se obtenía por {\displaystyle \alpha +{\frac {\beta }{2\alpha }}}.[12]
- Para los quebrados propios {\displaystyle {\frac {1}{2}},{\frac {1}{3}},{\frac {2}{3}},{\frac {5}{6}}} hubo nombres propios y signos específicos.[13]

- Posibles descubridores del enunciado del teorema de Pitágoras, en sus aplicaciones, conociendo dos elementos de la terna pitagórica, hallaron el tercero mediante una raíz cuadrada, la cual inventaron y aproximaban usando  media aritmética ( versión análoga al método de Newton que usa derivadas)[14]

### Álgebra
Así como en cálculo aritmético, los matemáticos babilonios también desarrollaron métodos algebraicos para resolver ecuaciones. Una vez más, estos se basaban en tablas precalculadas.
Para resolver una ecuación cuadrática, los babilonios usaban esencialmente la fórmula cuadrática. Consideraban ecuaciones cuadráticas de la forma
{\displaystyle \ x^{2}+bx=c}
donde aquí b y c no eran necesariamente enteros, pero c siempre era positivo. Sabían que una solución a esta forma de la ecuación es
{\displaystyle x=-{\frac {b}{2}}+{\sqrt {\left({\frac {b}{2}}\right)^{2}+c}}}
y utilizarían las tablas de cuadrados en reversa para encontrar raíces cuadradas. Siempre utilizaban la raíz positiva pues esto tenía sentido al resolver problemas «reales». Problemas de este tipo incluía encontrar las dimensiones de un rectángulo dada su área y la cantidad por la cual el largo excedía el ancho.
Tablas de valores de n3 + n2 eran usadas para resolver ciertas ecuaciones cúbicas. Por ejemplo, dada la ecuación
{\displaystyle \ ax^{3}+bx^{2}=c}
multiplicando la ecuación por a2 y dividiendo por b3 se obtiene
{\displaystyle \left({\frac {ax}{b}}\right)^{3}+\left({\frac {ax}{b}}\right)^{2}={\frac {ca^{2}}{b^{3}}}};
substituyendo y = ax/b se obtiene
{\displaystyle y^{3}+y^{2}={\frac {ca^{2}}{b^{3}}}}
lo cual se puede resolver buscando en la tabla n3 + n2 el valor más cercano al lado derecho. Los babilonios realizaban esto sin notación algebraica, demostrando una remarcable profundidad de entendimiento. No obstante, no poseían un método para resolver la ecuación general de tercer grado.

### Modelos de crecimiento
Los babilonios modelaban el crecimiento exponencial, el crecimiento restringido (vía una forma de funciones sigmoides) y el tiempo doble, esto último dentro del contexto de interés sobre préstamos.
Las tablillas de barro del 2000 a. C. incluyen el ejercicio «dada una tasa de interés de 1/60 por mes (no compuesta), calcular el tiempo doble». Esto da un interés anual de 12/60=20%, y un tiempo doble de 100% crecimiento/20% crecimiento por año = 5 años.

### Plimpton 322
La tablilla Plimpton 322 describe un método para resolver lo que hoy en día se describe como funciones cuadráticas de la forma
{\displaystyle x-{\tfrac {1}{x}}=c},
por pasos (descritos en términos geométricos) con los que se calculan secuencias de valores intermedios v1 = c/2, v2 = v12, v3 = 1 + v2 y v4 = v31/2, de donde se puede calcular x = v4 + v1 y 1/x = v4 - v1.
Las investigaciones de Robson (2001, 2002), publicadas por la Mathematical Association of America, nota que Plimpton 322 puede interpretarse como los valores siguientes, para valores numéricos regulares de x y 1/x en orden numérico:
v3 en la primera columna,
v1 = (x - 1/x)/2 en la segunda columna y
v4 = (x + 1/x)/2 en la tercera columna.
En esta interpretación, x y 1/x habrían aparecido en la tablilla en la parte desprendida, a la izquierda de la primera columna. Por ejemplo, fila 11 de Plimpton 322 puede ser generada de esta forma para x = 2.
Robson señala que Plimpton 322 revela «métodos [matemáticos] ―pares recíprocos, geometría de copiar-y-pegar, completar el cuadrado, dividir por factores comunes regulares― [las cuales] eran todas técnicas simples enseñadas en las escuelas de escribas» de ese tiempo.
La tabla había sido interpretada por matemáticos expertos como una lista de triples pitagóricos y funciones trigonométricas; en 2002 la Mathematical Association of America publicó la investigación de Robson y (en 2003) lo premió con el Lester R. Ford Award por la interpretación moderna rechazando los errores previos.

### Geometría
Los babilonios conocían las reglas usuales para medir volúmenes y áreas. Medían la circunferencia de un círculo como tres veces el diámetro y el área como un doceavo del cuadrado de la circunferencia, lo cual es correcto para una estimación de π a 3. El volumen de un cilindro se calculaba como el producto de la base por la altura, sin embargo, el volumen de un cono truncado o una pirámide cuadrangular se calculaban incorrectamente como el producto de la altura y la mitad de la suma de las bases. El teorema de Pitágoras también les era conocido. Recientes descubrimientos indican que en una tablilla se usaba π como 3 y 1/8. De los babilonios deriva la milla babilónica, una medida de distancia equivalente a siete millas actuales, aproximadamente. Esta medida de distancia se convirtió en la unidad milla-tiempo, utilizada para medir el recorrido del sol, como una representación del tiempo.
Los antiguos babilonios conocieron los teoremas sobre los lados y las razones de triángulos semejantes por muchos siglos, pero desconocían el concepto de medida angular y, consecuentemente, estudiaban los lados de los triángulos en su lugar.
Los astrónomos babilonios mantuvieron un registro detallado de las salidas y las puestas de las estrellas, el movimiento de los planetas, los eclipses solares y lunares; todo lo cual requiere familiaridad con las distancias angulares medidas sobre la esfera celeste.
También utilizaron una forma de análisis de Fourier para calcular efemérides (tablas de posiciones astronómicas), que fue descubierta en los años cincuenta por Otto Neugebauer.

## Influencia
A partir del redescubrimiento de la civilización babilónica, se ha hecho evidente que los matemáticos y astrónomos de la Grecia antigua y del período helenístico tomaron mucho de los babilonios, particularmente Hiparco de Nicea.
Franz Xaver Kugler, en su libro Die Babylonische Mondrechnung (‘el cómputo lunar babilónico’, Friburgo de Brisgovia, 1900) comenta lo siguiente: «Ptolomeo sostenía en su Almagesto IV.2 que Hiparco mejoró los valores de los períodos lunares por él conocidos sobre la base de «astrónomos incluso más antiguos», comparándolos con observaciones de eclipses hechas anteriormente por los caldeos, y por él mismo». Sin embargo, Kugler encuentra que los períodos que Ptolomeo le atribuye a Hiparco ya habían sido utilizados en las efemérides babilónicas, específicamente la colección de textos hoy llamada «Sistema B» (algunas veces atribuido a Kidinnu). Aparentemente Hiparco solo confirma la validez de los períodos que había aprendido de los caldeos, con sus propias observaciones.
Resulta claro que Hiparco (y después Ptolomeo) poseía una lista esencialmente completa de observaciones de eclipses efectuadas durante muchos siglos. Muy probablemente compiladas de las tablillas diarias: estas son tablillas de arcilla en las que se registran todos los eventos relevantes que los caldeos llevaron a cabo rutinariamente. Se preservan ejemplos datados del año 652 a. C. al 130 d. C., pero posiblemente los registros lleguen hasta los días del rey babilonio Nabonasar: Ptolomeo inicia su cronología con el primer día del calendario egipcio del primer año de Nabonasar, o sea el 26 de febrero del 747 a. C.
Esta materia prima por sí sola debe haber sido difícil de aprovechar, y sin duda los caldeos mismos complilaron extractos de los eclipses observados (algunas tablillas con una lista de todos los eclipses registrados durante un período saros han sido halladas). Esto les permitía reconocer la concurrencia periódica de los eventos. Utilizaban, entre otros, en Sistema B (cf. Almagesto IV.2):
- 223 meses sinódicos = 239 vueltas en anomalía (mes anomalístico) = 242 vueltas en latitud (mes draconítico). Conocido hoy como período saros es muy útil para predecir eclipses.
- 251 meses (sinódicos) = 269 vueltas en anomalía
- 5458 meses (sinódicos) = 5923 vueltas en latitud
- 1 mes sinódico = 29;31:50:08:20 días (sexagesimal; 29.53059413… días en decimales = 29 días 12 hr. 44 min. 3⅓ s.).

Los babilonios expresaban todos los períodos en meses sinódicos, debido posiblemente a que utilizaban un calendario lunisolar. Diversas relaciones con eventos anuales determinaban distintos valores para la duración del año.
Similarmente, diversas relaciones entre los períodos del planeta eran conocidos. Las relaciones que Ptolomeo atribuye a Hiparco en el Almagesto IX.3 ya habían sido utilizadas en predicciones halladas en tablillas babilónicas de barro.
Todo este conocimiento fue transferido a los griegos probablemente poco después de las conquistas de Alejandro Magno (331 a. C.). Según el filósofo clásico Simplicio (490-560), Alejandro ordenó la traducción de los archivos astronómicos históricos bajo supervisión de su historiador Calístenes de Olinto (sobrino y discípulo de Aristóteles, a quien se los envió). Cabe la pena mencionar que aunque Simplicio es una fuente tardía, su relato es por demás fiable. Pasó un tiempo exilado en la corte persa sasánida y pudo haber tenido acceso a fuentes desconocidas o perdidas en el Occidente. Llama la atención que haya mencionado el título tèresis (gr. guardia) que es un nombre inusual para un trabajo histórico, pero que de hecho es una traducción adecuada del título babilónico massartu, que significa ‘guardando’ pero también ‘observando’. Como quiera que haya sido, el pupilo de Aristóteles, Calipo de Cícico introdujo su ciclo de 76 años, que mejoró al ciclo metónico de 19 años existente en esa época. El primer año de su primer ciclo comienza en el solsticio de verano del 28 de junio del 330 a. C. (según el calendario juliano proléptico), pero más tarde parece haber contado meses lunares desde el primer mes a partir de la batalla decisiva de Alejandro en Gaugamela en 331 a. C. Calipo pudo haber obtenido sus datos de fuentes babilónicas y su calendario pudo haber sido anticipado por Kidinnu. También es sabido que el sacerdote babilonio Beroso escribió alrededor del año 281 a. C. un libro en griego sobre la (más bien mitológica) historia de Babilonia, la Babyloníaca, para el nuevo gobernante Antíoco I Sóter; se dice que después fundó una escuela de astrología en la isla griega de Cos. Otro candidato para haber enseñado a los griegos sobre astronomía/astrología babilónica es Sudinés, quien era parte de la corte de Atalo I en el siglo III a. C.
En todo caso, la transcripción de los registros astronómicos requería de profundos conocimientos de la escritura cuneiforme, el idioma y los procedimientos, por lo que parece haber sido obra de caldeos desconocidos. Ahora bien, los babilonios databan sus observaciones en su calendario lunisolar, en el cual los meses y los años tenían duraciones diversas (29 o 30 días; 12 o 13 meses respectivamente). En ese tiempo no utilizaban un calendario regular (por ejemplo basado en el ciclo metónico, como hicieron más adelante), e iniciaban un nuevo mes basados en observaciones de la luna nueva. Esto hacía muy tedioso el cómputo de los intervalos de tiempo entre eventos.
Lo que pudo haber hecho Hiparco, es transformar estos registros al calendario egipcio, que utiliza siempre un año fijo de 365 días (formado por 12 meses de 30 días y 5 días extra): esto facilita enormemente los cálculos de intervalos de tiempo. Ptolomeo dató todas las observaciones en este calendario; también escribe: «Todo lo que él (=Hiparco) hizo, fue compilar las observaciones planetarias y ordenarlas más adecuadamente»  (Almagesto IX.2). Plinio dice (Naturalis Historia II.IX(53)) sobre las predicciones de eclipses: «Después de su época (=Tales de Mileto) los cursos de ambas estrellas (=Sol y Luna) por 600 años fueron predichos por Hiparco...». Esto parece implicar que Hiparco predijo eclipses por un período de 600 años, pero teniendo en cuenta la enorma cantidad de cálculos requeridos, parece poco probable. Más bien, Hiparco habría hecho una lista de todos los eclipses desde la época de Nabonasar hasta la suya.
Otras trazas de las prácticas babilónicas en el trabajo de Hiparco son:
- primer griego conocido en dividir el círculo en 360 grados de 60 minutos de arco;
- primer uso consistente del sistema de numeración sexagesimal;
- el uso de la unidad pechus (codo), de alrededor de 2° o 2½°;
- uso de un período corto de 248 días = 9 meses anomalísticos.